# Pelargonium cotyledonis
 (juillet 2009).
Si vous disposez d'ouvrages ou d'articles de référence ou si vous connaissez des sites web de qualité traitant du thème abordé ici, merci de compléter l'article en donnant les références utiles à sa vérifiabilité et en les liant à la section « Notes et références ».
Espèce
Classification phylogénétique
Pelargonium cotyledonis est une espèce de la famille des Geraniaceae, endémique de l'île Sainte-Hélène, généralement haute d'environ 30 cm mais atteignant parfois 1 m. Elle perd ses feuilles durant l'été. Ses fleurs sont blanches et la floraison a lieu entre septembre et février.

## Habitat
Elle est désormais confinée sur les côtes sud et sud-ouest de l'île Sainte-Hélène, à une altitude comprise entre 200 et 600 m, dans la zone dite "sèche" de l'île. La pluviométrie est très variable dans l'île, mais sur ces sites elle est d'environ 400 mm par an. Le brouillard et la bruine sont cependant enregistrés 130 jours par an

## Culture
En culture, cette espèce est très sensible à l'excès d'arrosage surtout après le désechement de ses radicelles qu'il est préférable d'éviter. Elle semble préférer un arrosage modéré et continu mais supporte sans difficulté une période de sécheresse prolongée. Dans ce cas, la reprise des arrosages doit être très prudente afin de laisser aux racines le temps de reconstituer leurs radicelles.

## Vulnérabilité
En 1955, elle était déjà considérée comme rare, probablement parce que son environnement avait déjà été détruit par les chèvres et les Phormium tenax.